# Rudka (Ruda-Huta)
Pour les articles homonymes, voir Rudka.
Rudka (prononciation : [ˈrutka]) est un village polonais de la gmina de Ruda-Huta dans le powiat de Chełm de la voïvodie de Lublin dans l'est de la Pologne, à la frontière avec l'Ukraine.
Il se situe à environ 8 kilomètres au nord-est de Ruda-Huta (siège de la gmina), 18 kilomètres au nord-est de Chełm (siège du powiat) et 76 kilomètres à l'est de Lublin (capitale de la voïvodie).

## Histoire
De 1975 à 1998, le village est attaché administrativement à la voïvodie de Chełm.

Depuis 1999, il fait partie de la voïvodie de Lublin.

## Galerie

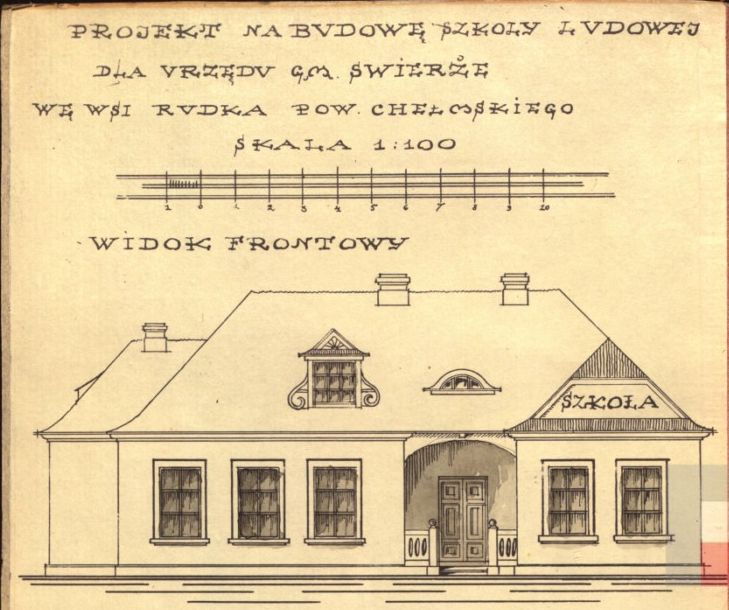
Plan de l'école de Rudka en 1925.
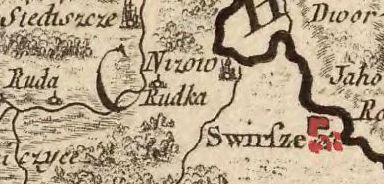
Rudka sur la carte de la République (Rizzi Zannoni) 1772.
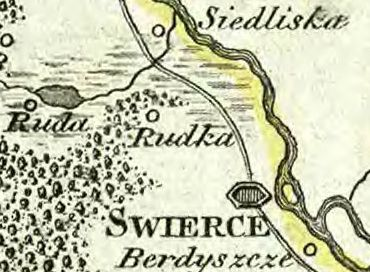
Rudka sur la carte de la Galice occidentale de 1803.
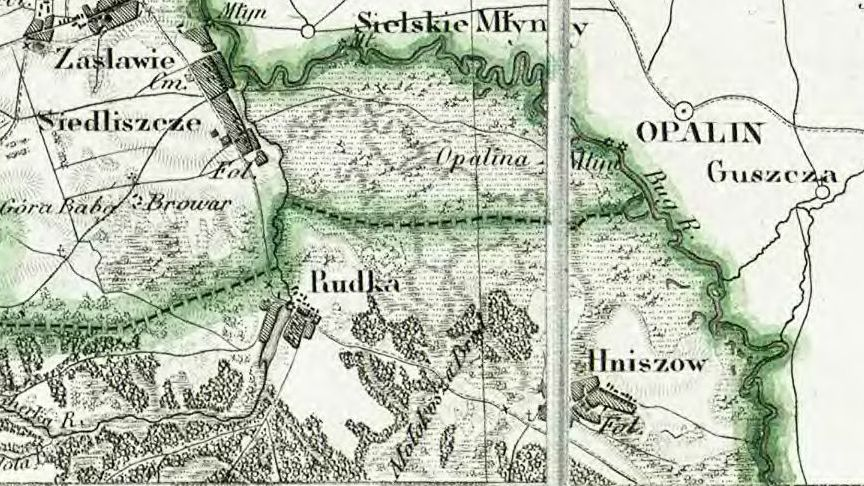
Rudka sur la carte topographique du Royaume de Pologne de 1839.
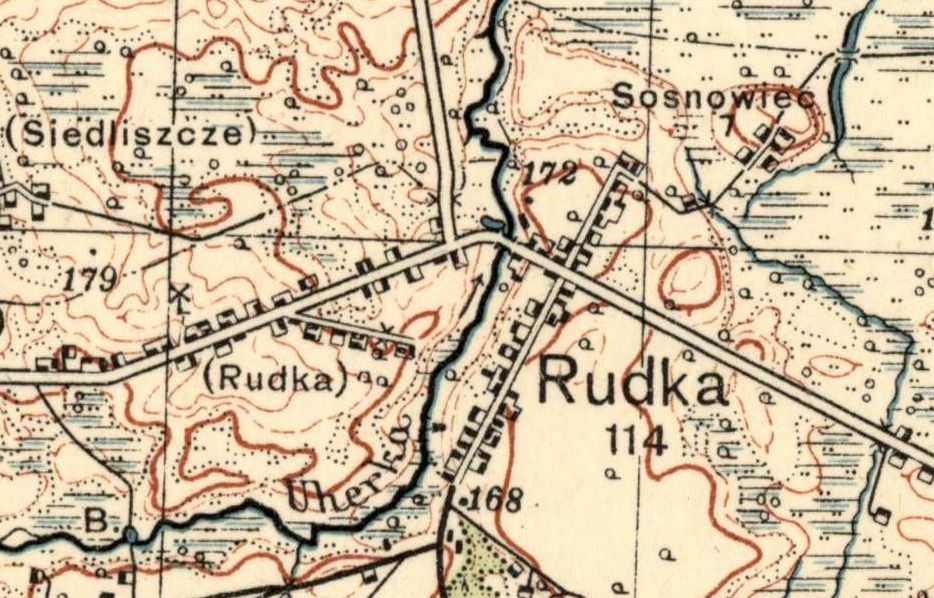
Rudka sur la carte de l'Institut géographique militaire de 1933.
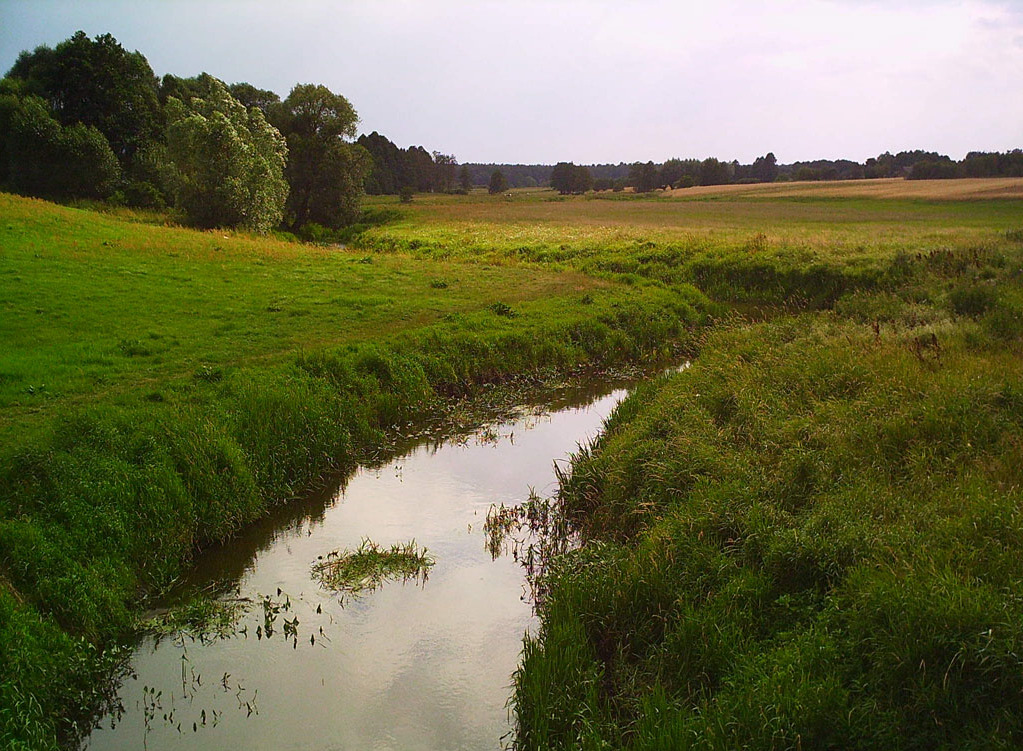
La rivière Uherka dans le village de Rudka.